# Ananda Coomaraswamy
Ananda Kentish Coomaraswamy (scurt AKC; n. 22 august 1877, Colombo, Sri Lanka – d. 9 septembrie 1947, Needham⁠(d), Massachusetts, SUA (1877-1947) a fost un istoric, metafizician și filosof al artei indiene și al istoriei artei și simbolului în cultura asiatică. A fost unul din primii interpreți ai culturii indiene din Occident și apropiat al filosofului francez René Guénon.

## Biografie
Ananda Kentish Coomaraswamy s-a născut în data de 22 august 1877 în Colombo, British Ceylon, astăzi Sri Lanka. Tatăl său era juristul și avocatul tamil Muthu Coomaraswamy (1834-1879), membru al Consiliului Legislativ din Ceylon, iar mama sa era Elizabeth Clay Beeby, de origine britanică. După moartea tatălui său, pe când Ananda avea doar doi ani, acesta și mama sa se mută în Marea Britanie. A învătat la Wycliffe College din Stroud, comitatul Gloucestershire, iar apoi la University College London, devenind licențiat în botanică și geologie. În anul 1902, la vârsta de 25 de ani, se căsătorește cu Ethel Mary Partridge, o fotografă britanică. Împreună au plecat în Ceylon (Sri Lanka), unde Coomaraswamy a fost interesat de studiul solului și al mineralelor locale. Pe baza acestor cercetări a reușit să-și ia doctoratul în științele naturii în anul 1906. În același timp, pe când se afla în Ceylon, Coomaraswamy a devenit interesat de arta locală. Împreună cu soția sa a realizat un mare număr de fotografii al clădirilor tradiționale, întorcându-se în anul 1906 în Marea Britanie cu mult material la dispoziție. Studiile sale au fost publicate în anul 1908 în cartea  Mediaeval Sinhalese Art, prima sa lucrare de artă asiatică. Coomaraswamy a fost interesat să aprofundeze aceste studii și să le popularizeze în Occident, considerând că europenii sunt ignoranți și că au prejudecăți referitoare la arta și istoria Subcontinentului Indian.
În anul 1913, Coomaraswamy și soția sa au divorțat, acesta căsătorindu-se cu Alice Ethel Richardson. La scurt timp după nuntă au plecat în Kashmir, Coomaraswamy fiind interesat de studiul picturilor și muzicii rajpuților. Întorși în Marea Britanie, soția sa a început să compună muzică indiană, luându-și pseudonimul de Ratan Devi. Au mers împreună și în Statele Unite ale Americii unde Devi a ținut câteva concerte de muzică indiană, iar lui Coomaraswamy i s-a făcut oferta de a lucra la Museum of Fine Arts din Boston, pentru a îngriji colecția de artă indiană. Din păcate, Coomaraswamy a divorțat și de cea de-a doua soție cu care a avut doi copii și s-a recăsătorit cu jurnalista și dansatoarea Stella Bloch în 1922.
Frecventând cercurile boeme din New York alături de soția sa, Coomaraswamy l-a întâlnit pe fotograful Alfred Stieglitz. În aceiași perioadă, a început să studieze limba sanscrită și limba pali, literatura acestor limbi asiatice și în anul 1927 a publicat lucrarea History of Indian and Indonesian Art. La trei ani însă, divorțează de soția sa și se recăsătorește cu argentinianca Luisa Runstein. Împreună au avut un fiu ce a ajuns preot romano-catolic, Rama Ponnambalam.
În anul 1933, Coomaraswamy devine curator la Museum of Fine Arts din Boston, având în gestiune colecțiile de artă indiană, persană și islamică. A rămas în această funcție până la moartea sa, în anul 1947. Din această funcție a continuat să publice articole și cărți despre arta indiană și a Asiei de Sud, contribuind și la extinderea colecțiilor muzeului. 
Activitatea lui Coomaraswamy nu s-a rezumat doar la domeniul științelor naturii sau al artei orientale. A scris studii și în domeniul spiritualității, filosofiei și metafizicii. Multe dintre acestea sunt despre hinduism și budism. Cel mai important autor care l-a influnețat profund asupra studiilor și direcțiilor sale de cercetare în aceste domenii a fost René Guénon. A purtat o corespondență activă cu acesta, dar și cu Frithjof Schuon, cei trei fiind socotiți cei mai importanți exponenți ai Școlii Tradiționaliste.

## Publicații
- History of Indian and Indonesian Art., 1927
- The Transformation of Nature in Art, Cambridge (Mass.), Harvard University Press, 1934
- Hinduism and Buddhism, 1943.
- Of the one and only transmigrant. In: Journal of the American Oriental Society. Supplement. Nummer 3, April–Juni 1944
- Coomaraswamy. 3 Bände. Hrsg. v. Roger Lipsey. Bollingen Foundation Collection. Princeton University Press, Princeton  1977, ISBN 0-691-09931-6.